# Flamingóalakúak
A flamingóalakúak (Phoenicopteriformes) amadarak (Aves) osztályának egyik rendje.
Egy ma élő és egy kihalt család tartozik a rendbe.
A Sibley–Ahlquist-féle madárrendszertanban nem tekintik önálló rendnek, hanem a két idetartozó családot a gólyaalakúak (Ciconiiformes) között tárgyalják.

## Rendszerezés
A flamingóalakúak rendjébe a következő családok tartoznak:
- flamingófélék (Phoenicopteridae), Bonaparte, 1831 – 1 nem
- Palaelodidae Stejneger, 1885 – 2 kihalt nem